# Otto Wendt (Schauspieler)
Otto Julius Paul Wendt (* 16. Juni 1861 in Berlin; † 14. April 1934 in Hamburg-Volksdorf) war ein deutscher Schauspieler und Regisseur.

## Leben
Otto Wendt wurde 1861 in Berlin als Sohn eines Schriftsetzers geboren. Er gab sein Debüt 1879. 1886 war er in Neumünster und mindestens von 1893 bis 1905 war er in Berlin engagiert. Ab 1911 wirkte er als Regisseur, Spielleiter und Schauspieler am Carl-Schultze-Theater in Hamburg.
Er heiratete 1886 in Schwerin die Schauspielerin Hedwig Bartholda Marie Mathilde Wendt geb. Kalcklöser.

## Hörspiele (Auswahl)
- 1927: Heinrich von Kleist: Die Hermannsschlacht (Teuthold, ein Waffenschmied) – Regie: Hermann Beyer (Sendespiel (Hörspielbearbeitung) – NORAG)
- 1928: Ferdinand Raimund: Alpenkönig und Menschenfeind (Christian Glühwurm, ein Kohlenbrenner) – Regie: Alfred Braun (Sendespiel (Hörspielbearbeitung) – NORAG)